# K12
De K12 is de op een na hoogste top in het Saltoro Muztagh-gebergte,
De K12 ligt ten zuidwesten van de Siachengletsjer; de K12